# Isotrias stramentana
Isotrias stramentana es una especie de polilla de la familia Tortricidae. Se encuentra en España, Francia, Italia, Suiza y Alemania.
La envergadura es de 14–17 mm. Los adultos están de vuelo en mayo a julio y nuevamente en septiembre